# جنگ تجاری کانادا و چین
جنگ تجاری کانادا و چین به مجموعه‌ای از اقدامات تعرفهای و تدابیر تلافی‌جویانه تجاری بین کانادا و جمهوری خلق چین اشاره دارد که از اواخر سال ۲۰۲۴ آغاز شد. این جنگ تجاری در کنار سایر جنگهای تجاری در جریان که هر دو کشور درگیر آن بودند، از جمله جنگ تجاری چین و ایالات متحده و جنگ تجاری ایالات متحده با کانادا و مکزیک در سال ۲۰۲۵، شکل گرفت.

## پیش‌زمینه
روابط تجاری بین چین و کانادا از اوت ۲۰۲۴ به شدت تیره شد. در آن زمان، کانادا اعلام کرد که قصد دارد تعرفه‌های سنگینی بر واردات خودروهای الکتریکی ساخت چین اعمال کند، مشابه سیاست‌های حمایتگرایانه‌ که پیشتر توسط ایالات متحده و اتحادیه اروپا اتخاذ شده بود. این کشورها معتقد بودند که یارانه‌های دولتی چین به شرکتهای چینی مزیت رقابتی ناعادلانه‌ای می‌دهد که تهدیدی برای تجارت منصفانه محسوب می‌شود.

## رویدادها

### ۲۰۲۴
- ۱ اکتبر: کانادا تعرفه ۱۰۰ درصدی بر خودروهای الکتریکی ساخت چین اعمال کرد، مشابه اقدامات حمایتگرایانه‌ که پیشتر توسط ایالات متحده و اتحادیه اروپا اتخاذ شده بود.[۱][۳]

- ۱۵ اکتبر: کانادا تعرفه ۲۵ درصدی بر محصولات فولادی و آلومینیومی چین اعمال کرد، با این استدلال که ظرفیت مازاد تولید و یارانه‌های دولتی چین ممکن است منجر به تحریف بازار و رقابت ناعادلانه شود.[۱][۴]

### ۲۰۲۵
- ۸ مارس: چین اعلام کرد که در پاسخ به اقدامات کانادا، تعرفه‌های تلافی‌جویانه‌ای بر محصولات کشاورزی و غذایی کانادا اعمال خواهد کرد. این تعرفه‌ها شامل ۱۰۰ درصد بر روغن کلزا، کنجاله کلزا و نخود و ۲۵ درصد بر محصولات دریایی و گوشت خوک بود.[۵]

- ۲۰ مارس: تعرفه‌های تلافی‌جویانه چین به صورت رسمی اعمال شد. این اقدامات تنش‌های تجاری بین دو کشور را تشدید کرد.

## واکنش‌ها

### کانادا
دولت کانادا اعلام کرد که اقدامات تعرفه‌ای برای محافظت از صنایع داخلی در برابر رقابت ناعادلانه و تحریف بازار ناشی از یارانه‌های دولتی چین ضروری است.

### چین
دولت چین اقدامات تعرفه‌ای کانادا را غیرموجه دانست و پس از انجام تحقیقات ضد تبعیض، تعرفه‌های تلافی‌جویانه اعمال کرد. وزارت بازرگانی چین اظهار داشت که اقدامات کانادا ناقض قوانین سازمان تجارت جهانی است و به منافع اقتصادی چین آسیب می‌زند.